# Siegbald
Siegbald ist ein männlicher Vorname.

## Varianten
Sebald, Sebo, Seibold, Sibo, Sibold, Siebo, Siebold (Ziebold), Siegbold

## Herkunft und Bedeutung
Der Vorname Siegbald stammt aus dem Altdeutschen. Er verbindet die Wörter „sigu“ (Sieg) und „bald“ (kühn) in sich.

## Bekannte Namensträger
- Siegbald Sepp Zeller (* 1942), österreichischer Bergsteiger